# Южная Национальная лига
Южная Национальная лига (англ. Vanarama National League South) — один из двух вторых дивизионов Национальной лиги Англии. Вместе с Северной Национальной лигой образует шестой уровень системы футбольных лиг Англии.

## История
Дивизион был образован в 2004 году в рамках масштабной реструктуризации низших лиг английского футбола и назывался Южной конференцией. Перед стартом сезона 2015/16 дивизион был переименован в Южную Национальную лигу.
Чемпион автоматически выходит в Национальную лигу. Вторую путевку в Национальную лигу получает победитель плей-офф с участием команд, занявших места со второго по пятое. Три последние клуба выбывают в премьер-дивизионы Северной Премьер-лиги либо Южной футбольной лиги. Команды дивизиона начинают выступления в Кубке Англии со второго квалификационного раунда.

## Список победителей
| Сезон   | Чемпион                | Победитель Плей-офф    |
| ------- | ---------------------- | ---------------------- |
| 2004/05 | Грейс Атлетик          | Истборн Боро**         |
| 2005/06 | Уэймут                 | Сент-Олбанс Сити       |
| 2006/07 | Хистон                 | Солсбери Сити          |
| 2007/08 | Льюис                  | Истборн Боро           |
| 2008/09 | АФК Уимблдон           | Хэйс энд Идинг Юнайтед |
| 2009/10 | Ньюпорт Каунти         | Бат Сити               |
| 2010/11 | Брейнтри Таун          | Эббсфлит Юнайтед       |
| 2011/12 | Уокинг                 | Дартфорд               |
| 2012/13 | Уэллинг Юнайтед        | Солсбери Сити          |
| 2013/14 | Истли                  | Олтрингем              |
| 2014/15 | Бромли                 | Борем Вуд              |
| 2015/16 | Саттон Юнайтед         | Мейдстон Юнайтед       |
| 2016/17 | Мейденхед Юнайтед      | Эббсфлит Юнайтед       |
| 2017/18 | Хавант энд Уотерлувилл | Брейнтри Таун          |
| 2018/19 | Торки Юнайтед          | Уокинг                 |
| 2019/20 | Уэлдстон               | Уэймут                 |
| 2020/21 | Нет, сезон был отменён | Нет, сезон был отменён |
| 2021/22 | Мейдстон Юнайтед       | Доркинг Уондерерс      |

** В сезоне 2004/05 в Национальную конференцию выходило только три клуба. Третье место было разыграно между победителями Плей-офф Северной и Южной конференции на стадионе футбольного клуба «Сток Сити» «Британия». «Истборн Боро» проиграл «Олтрингему» со счетом 2:1.

## Рекорды
- Крупнейшая победа дома:
  - «Мейденхед Юнайтед» — «Труро Сити» — 8:0 (8 сентября 2012)
  - «Эббсфлит Юнайтед» — «Бишопс Стортфорд» — 8:0 (21 марта 2017)
- Крупнейшая победа на выезде:
  - «Дорчестер Таун» — «Грейс Атлетик» — 0:7 (23 октября 2004)
- Самый результативный матч:
  - «Богнор Риджис Таун» — «Уэллинг Юнайтед» — 6:5 (11 сентября 2004)
  - «Бат Сити» — «Фарнборо» — 7:4 (17 февраля 2015)
- Наибольшее количество очков в сезоне:
  - «Ньюпорт Каунти» — 103 (2009/10)
- Наибольшее количество побед в сезоне:
  - «Ньюпорт Каунти» — 32 (2009/10)
- Наименьшее количество поражений в сезоне:
  - «Ньюпорт Каунти» — 3 (2009/10)
- Наибольшее количество забитых мячей за сезон:
  - «Грейс Атлетик» — 118 (2004/05)
- Самая длинная победная серия:
  - «Уэллинг Юнайтед» — 12 матчей (2012/13)
- Самая длинная серия матчей без поражений:
  - Саттон Юнайтед" — 25 (2015/16)